# Guayabal (Amancio)
Guayabal es un poblado costero al sur de Amancio, fundado hace más de 200 años. Su nombre se remonta al año 1898 cuando el poblado fue liberado del yugo español por las tropas mambisas, quienes al arribar por el estero divisaron en sus proximidades un guayabal.

## Historia
Desde sus inicios sus habitantes se han dedicado a la pesca y al comercio de cabotaje. Desde mediados del siglo XIX ya se extraía madera, cera, miel, cuero y otros productos de las pequeñas fincas existentes en la zona. El río Yáquimo desemboca en sus costas. 
El 18 de marzo de 1896, se produjo el desembarco de la expedición compuesta por 37 tripulantes, bajo la dirección del coronel Braulio Peña y el capitán Pablo F. Fue el primer poblado de la antigua provincia de Camagüey libre en la guerra de independencia.
En septiembre de 1902 se creó la primera escuela primaria.
A finales del siglo XIX, cuando la compañía norteamericana Sugar Company decide fundar un central azucarero en el área (a 16 km de la costa), notó las condiciones positivas en el litoral para un puerto marítimo y desde allí exportar el azúcar producida. En el año 1962, se comienzan a construir nuevas obras y el espigón guayabalero; adopta el nombre de Terminal Marítima Exportadora de Azúcar a Granel Granma, convirtiéndose así en el primer puerto de exportación de azúcar a granel en el país.

## Desarrollo económico
La actividad económica fundamental en la comunidad es la pesca, también la exportación de azúcar a granel y alcohol. Existe un combinado pesquero donde se procesan varias especies de pescado, además se encuentra una oficina de aduana y una unidad de tropas guardafronteras, así como locales de comercio y gastronomía que hacen la vida de sus pobladores más llevadera.

## Desarrollo social
En sus playas de arenas grises se encuentra la base de campismo Playa Guayabal, la cual es una opción de disfrute a los habitantes de municipios cercanos en la temporada vacacional; lamentablemente gran parte del litoral guayabalero se encuentra severamente erosionado.

## Cultura
El evento cultural más importante es SolyArte, el cual se inauguró en 1996. Este evento tiene el objetivo de promover y rescatar las tradiciones del hombre de mar. El mismo se celebra en el mes de junio, siendo de gran acogida por los pobladores de este lugar.
En los años 50 el Bárbaro del Ritmo, Benny Moré, popularizó la canción Francisco-Guayabal, compuesta por el compositor camagüeyano Pío Leyva, dedicada a la hermosa mujer de la zona.

## Curiosidades
En 1932 Guayabal fue arrasado por un ciclón que destruyó la comunidad en su totalidad, sobreviviendo solo una casa (la de la familia Faxas) y la escuela pública, 20 personas murieron y 10 desaparecieron. En el 2008 nuevamente otro ciclón, Paloma, devastó el poblado, destruyendo la mayoría de las casas, la casona de la familia Faxas volvió a permanecer intacta a los embates del ciclón, igual que en el año 32. 
Estos huracanes además ocurrieron en fechas similares, el primero el 9 de noviembre de 1932, y Paloma el 8 del mismo mes pero de 2008, 76 años después y con tan solo un día de diferencia, ambos tocaron tierra por un punto en las inmediaciones de Santa Cruz del Sur. Debido a la destrucción de las viviendas de madera que se encontraban en el litoral, el gobierno decide la construcción de un nuevo reparto alejado unos dos kilómetros del mar, se le nombra "Nuevo Reparto José Martí" y se hacen las primeras entregas a las familias damnificadas en 2010. El pequeño enclave detrás del ya existente Reparto José Martí es conocido como La Paloma, a manera de un triste recordatorio al huracán al cual debe su construcción.

## Fuente
Oficina Nacional de Estadística
Poder Popular Amancio
Ecured (http://www.ecured.cu)
- Datos: Q5887485